# IMUSE
iMUSE (Interactive Music Streaming Engine) ist eine von Michael Land und seinem Freund Peter McConnell entwickelte Spiel-Engine, deren Aufgabe es ist, die Musik eines Computerspiels jeweils dynamisch an die Szenen, Figuren und Stimmung des Spiels anzupassen. iMUSE fand 1991 seine erste Anwendung in Version 5 der SCUMM-Engine für Adventure-Spiele von LucasArts.
Beweggrund für die Entwicklung der iMUSE-Engine war Michael Lands Unzufriedenheit mit der damals bei LucasArts verwendeten Musiktechnik. Nachdem er die Musik zu The Secret of Monkey Island komponiert hatte, wünschte er sich ein flexibleres System, mit dem sich die Musik besser an die Geschehnisse auf dem Bildschirm anpassen lassen würde. Nach ersten Arbeiten an der neuen Engine merkte er, dass sie mehr Entwicklungszeit in Anspruch nehmen würde als geplant, also bat er seinen Freund Peter McConnell um Hilfe.
Das erste Spiel, bei dem die iMUSE-Engine zum Einsatz kam, war Monkey Island 2: LeChuck’s Revenge, seitdem wurde iMUSE nicht nur in allen LucasArts-Adventurespielen eingesetzt, sondern auch in der gesamten X-Wing-Computerspielserie.
Grundgedanke des Systems ist es, sanfte Übergänge zwischen Musikstücken zu ermöglichen, so dass sich die Musikuntermalung eines Spiels wie ein kontinuierlicher Soundtrack anhört.

## Beispiele
Ein typisches Beispiel für den Einsatz der iMUSE-Engine in Monkey Island 2 ist der Friedhof auf Scabb Island: Während sich der Spieler außerhalb des Friedhofs aufhält, wird eine schaurig-mystische Musik abgespielt. Betritt man den Friedhof, ertönt dieselbe Melodie in einer etwas aufdringlicheren mit Schlagzeug unterlegten Variante. Betritt der Spieler die Gruft, reduziert sich die Musikuntermalung bei Beibehaltung des melodischen Themas auf eine einzelne Flöte.
In Star Wars: X-Wing ertönt im Normalfall eine eher unaufdringliche, auf dem Star-Wars-Soundtrack basierende Hintergrundmelodie. Wenn aber z. B. ein Rebellenraumschiff den Sektor betritt, ertönt kurz das Rebellion Theme, oder die ersten Takte des Imperial March werden angestimmt, wenn ein imperiales Raumschiff in den Sektor eintritt.
Indem iMUSE die laufende Musik eines Spiels kurz mit variablen Übergängen mit situationsbedingten, kurzen Musikeinschüben unterbricht und danach die ursprüngliche Musikuntermalung weiterführt, erreicht es den Eindruck eines durchgängigen, sich dem Spielgeschehen anpassendem Soundtrack, statt wie bis dahin absolut üblich auf statische Musikuntermalung pro Spielszene zu setzen.